# Klub 007

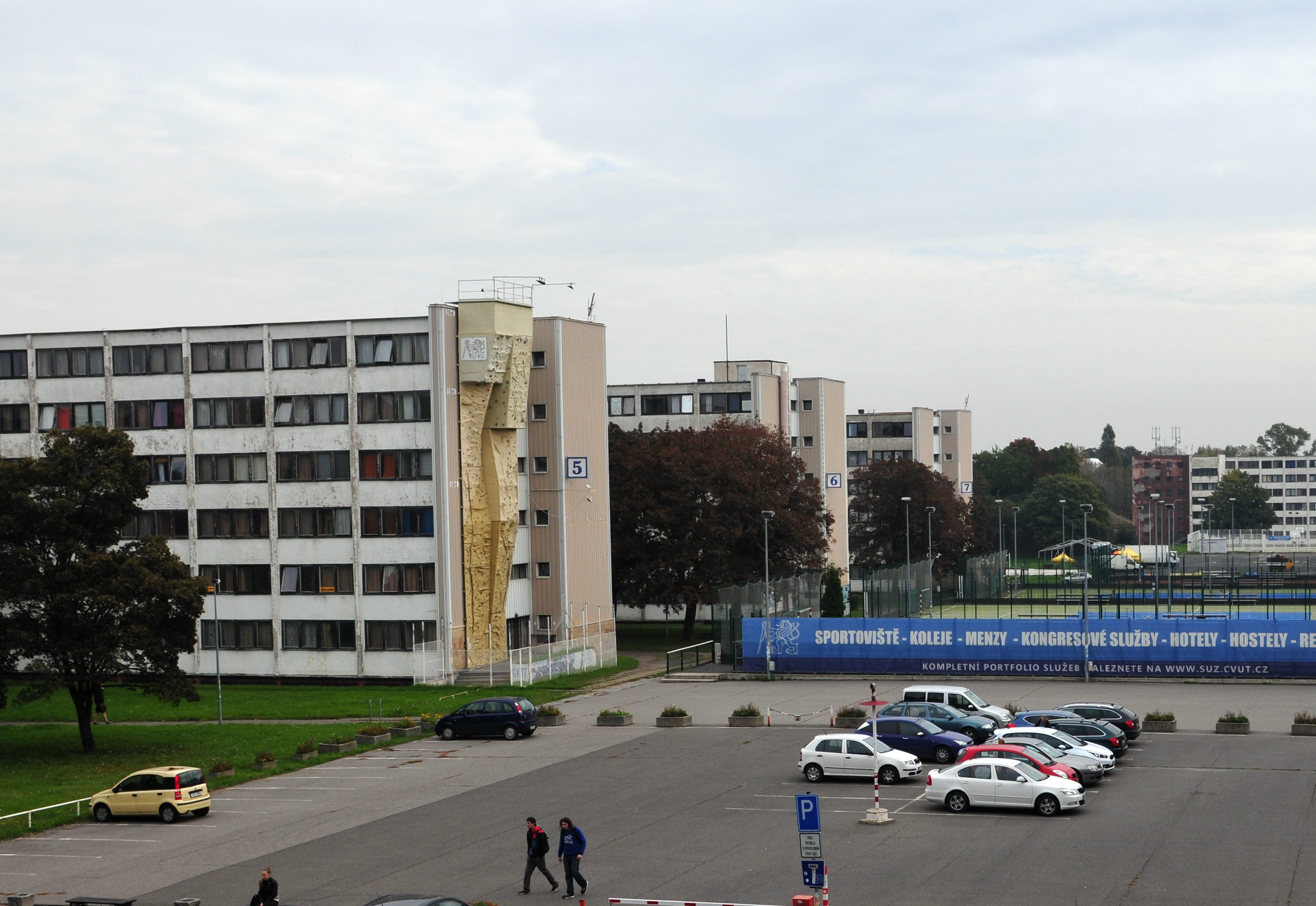
Koleje Strahov, Praha Břevnov

Klub 007, případně Klub 007 Strahov je hudební klub založený roku 1969. Sídlí ve sklepních prostorách jedné z kolejí ČVUT na Strahově.

## Název
Název klubu je odvozen od čísla budovy kolejí ČVUT na Strahově. V suterénu všech budov vznikly kluby a každý z nich byl pojmenován podle čísla dané budovy.

## Význam

### Období normalizace
Klub 007 se v období normalizace stal jedním z mála míst, kde bylo možné slyšet rockovou hudbu. V klubu se také konaly koncerty jiných hudebních stylů (např. jazz, folk, blues, později také punk), diskotéky, přednášky, divadelní představení a promítání filmů. Odehrála se zde první představení Divadla Járy Cimrmana, první koncert kapely Visací zámek, do programu byly zařazovány také recitály Hany Hegerové. Koncerty zde odehrály například kapely Laura a její tygři, Už jsme doma, Garáž nebo Psí vojáci.
V klubu také vystupovali umělci, kteří měli od státu zakázáno účinkovat.

### Po Sametové revoluci
V devadesátých letech se klub stal významným epicentrem rozvoje hudebních stylů reggae, ska a hip-hop. Klub také jako jeden z prvních nabídl nekuřácké koncerty.
V současnosti klub představuje místo, kde se setkávají účinkující z celého Česka.